# Sousa (genre)
Sousa, Dauphins à bosse
Pour les articles homonymes, voir Sousa.
Genre
Sousa est un genre de mammifères de l'ordre des cétacés, et de la famille des Delphinidae. Ce sont des dauphins pourvus d'une bosse dorsale.

## Liste des espèces
Selon World Register of Marine Species (22 janvier 2016) :
- Sousa chinensis (Osbeck, 1765) - sotalie de Chine, dauphin à bosse du Pacifique, sousa du Pacifique
- Sousa gadamu Iredale & Troughton, 1934
- Sousa plumbea (G. Cuvier, 1829) - dauphin à bosse de l'océan Indien
- Sousa sahulensis Jefferson & Rosenbaum, 2014
- Sousa teuszii (Kükenthal, 1892) - sotalie du Cameroun, dauphin à bosse de l'Atlantique, sousa de l'Atlantique

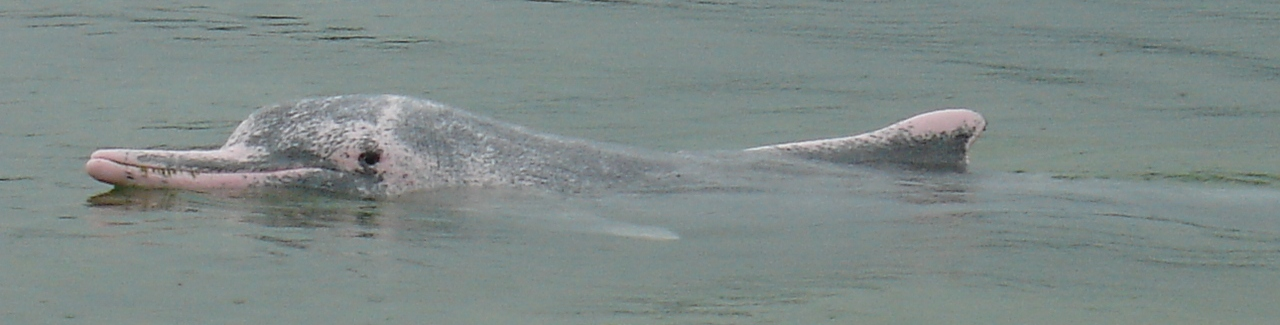
Sousa chinensis
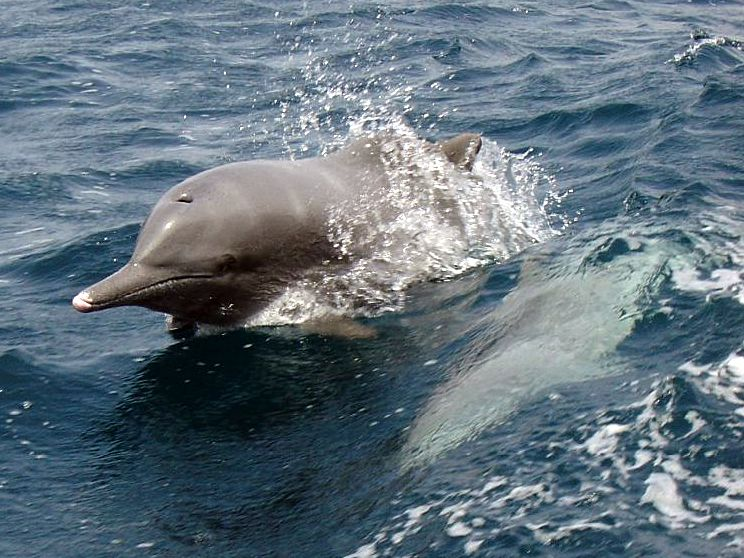
Sousa plumbea

Silhouette et taille relative